# Scrapper Blackwell
Scrapper Blackwell, född 21 februari 1903 i Syracuse, North Carolina, död 7 oktober 1962 i Indianapolis, Indiana, var en amerikansk bluesgitarrist och sångare. Han är mest känd för sitt samarbete med pianisten Leroy Carr i början och mitten av 1930-talet, men gjorde också flera egna inspelningar mellan 1928 och 1935.
Efter Carrs bortgång 1935 drog sig Blackwell tillbaka från musiken. Han gjorde comeback i slutet av 1950-talet och hann göra några nya inspelningar innan han 1962 blev skjuten och dödad under ett rån. Brottet förblev ouppklarat.